# Gary Heidnik
Gary Heidnik, född 22 november 1943, död 6 juli 1999, var en amerikansk mördare som kidnappade sex kvinnor och mördade två av dem mellan 1986 och 1987. Heidnik dömdes till döden 1988 och avrättades genom giftinjektion 1999.

## Offer
- Josefina Rivera, 25, kidnappad 25 november 1986
- Sandra Lindsay, 24, kidnappad 3 december 1986, mördad i februari 1987
- Lisa Thomas, 19, kidnappad 23 december 1986
- Deborah Dudley, 23, kidnappad 2 januari 1987, mördad 19 mars 1987
- Jacqueline Askins, 18, kidnappad 18 januari 1987
- Agnes Adams, 24, kidnappad 23 mars 1987 (räddad samma dag)